# 救貧院 (プアハウス)
救貧院（きゅうひんいん、英語: poorhouse）は、かつて公的に運営されていた、要支援の状態にある人々を支援し、住居を提供する施設で、典型的にはカウンティ（イギリスのカウンティやアメリカ合衆国の郡）や基礎自治体が運営にあたっていた。
イングランド、ウェールズ、アイルランドでは（スコットランドでは事情が異なっていた）、救貧院は「ワークハウス (Workhouse)」と称されることが多かった。ヴィクトリア朝初期（救貧法、参照）において、貧困は、（当時は「産業」と同じ「industry」という言葉で表現されていた）勤勉さという徳を欠いた者が陥る、恥ずべき状態であると見なされていた。救貧院には、チャールズ・ディケンズが描写したように、感化院に似た施設として、家族の有無を問わず子どもたちを収容し、一種の懲役として貧者に肉体労働をさせ、また、体罰を与える場合もあった。やがて19世紀も終わりに近づくにつれ、状況は改善されていった。
「プアハウス (poorhouse)」は、貧窮した高齢者を収容する施設を指す一般的な表現である。こうした施設は、1930年代に社会保障制度が導入される以前には、アメリカ合衆国に広く存在していた。高齢者ではない貧困者を収容する施設は、今日では「ホームレス・シェルター」、あるいは、ただ「シェルター」と呼ばれることが多い。
救貧院は「救貧農場 (poor farm)」の敷地に設けられることも多く、そこでは健康な者は働かなければならなかった。こうした農場は、19世紀から20世紀はじめのアメリカ合衆国ではありふれた存在だった。場合によっては、（模範囚が集められた）「監獄農場 (prison farm)」や、その他の公的な刑務施設や慈善施設と一体となっていることもあった。

## 救貧農場
救貧農場は、郡や町が運営する、貧困者（おもに高齢者と身体障害者）を公費で支援する居住施設であった。19世紀半ば以降、合衆国では一般的なものとなったが、1935年の社会保障法の発効以降は、使用されなくなり、1950年ころまでにはほとんど姿を消した。
救貧農場の大部分は、農場として機能しており、少なくとも自家消費する分の穀物や畜産物などは生産していた。居住者は、農場の仕事のほか、家事や他の入居者の世話などに、健康の許す範囲で労働を提供することが期待されていた。規則は厳格で、各人に割り当てられた空間は最低限のものであった。
救貧農場は合衆国の（市町でも、州でも、連邦でもなく）郡役所が、領域内の要支援者に社会的レービスを提供した伝統に由来するものである。連邦政府は、1854年にフランクリン・ピアース大統領が貧困精神障害者福祉法案（Bill for the Benefit of the Indigent Insane）を拒否権発動によって葬って以降、70年以上もの間、社会福祉には関わらなかった。こうした伝統は現在も続いており、ほとんどの場合、州法によって成文化されているが、今日では、財政支出の面において州や連邦政府の役割が増しつつある。ヘレン・ケラーの教師で、後に終生の友となったアン・サリヴァンは、19世紀にこの種の施設で育てられた後、パーキンス盲学校に学んだ。彼女の経験を取り上げた戯曲『奇跡の人』、そのテレビ・ドラマ版（1957年）、ブロードウェイ上演版（1959年）、映画『奇跡の人』（1962年）、1979年と2000年のテレビ版は、いずれもこうした施設における過酷な境遇の描写を盛り込んでいる。

### 「人生ゲーム」の「貧乏農場」
1960年に米国で発売されたボードゲーム「the Game of Life」（著作権登録は1963年）では、プレイヤーは最終的に救貧農場（Poor Farm）か億万長者の土地（Millionaire Acres）のいずれかにたどり着くようになっていたが、前者は後に田舎の土地（Countryside Acres）に変更された。
1963年に日本版の「人生ゲーム」が発売された際、Poor Farm は「貧乏農場」と訳された。その後、米国版の変更に合わせ、日本語版でも「開拓地」などの表現が用いられるようになり、デジタル化されたバージョンでも同様になっている。